# علم الصخور النارية

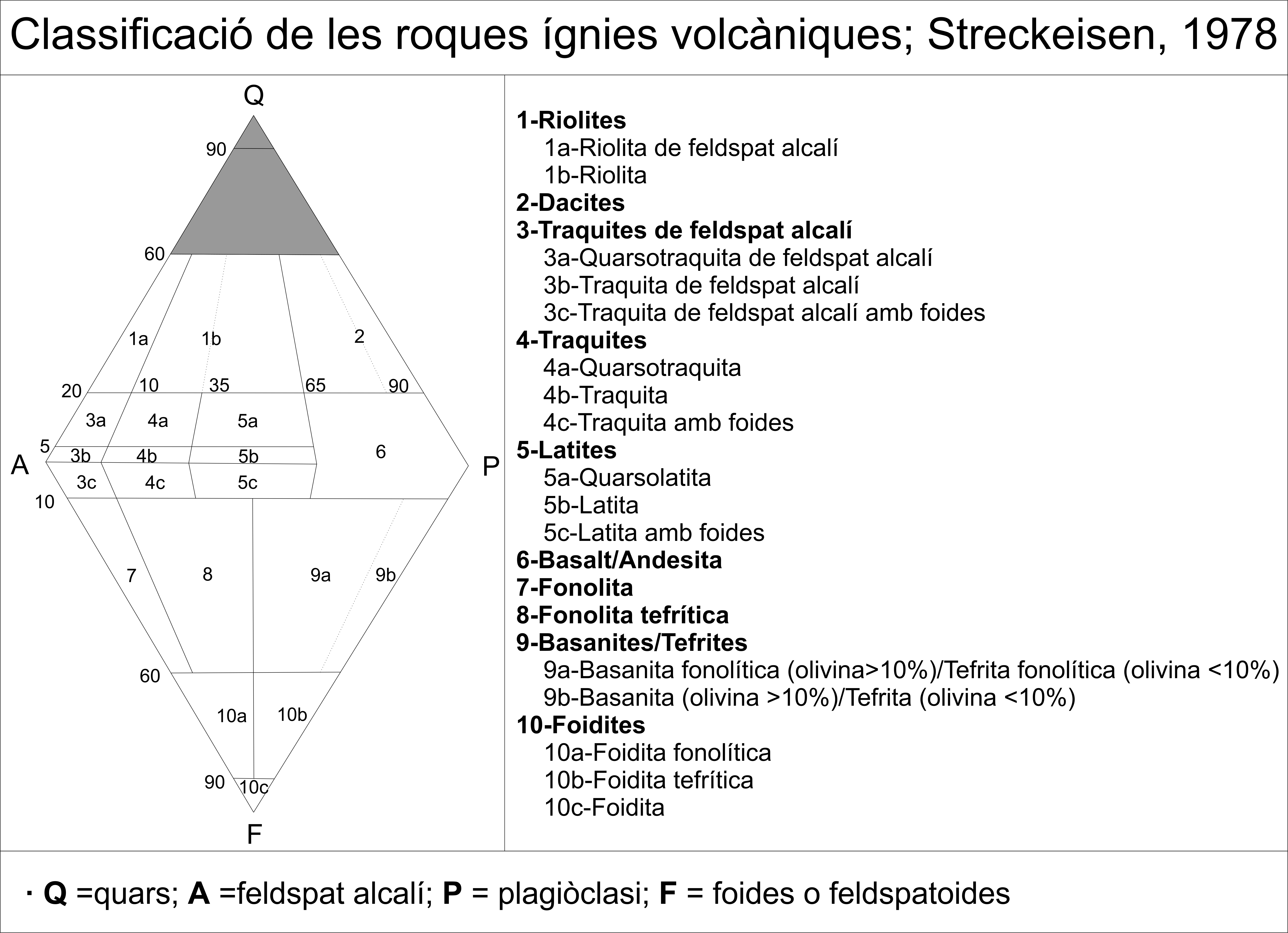
تصنيف الصخور النارية

علم الصخور النارية (بالإنجليزية: Igneous petrology)‏، هو العلم الذي يعني بدراسة الصخور النارية كعلم فرعي من الجيولوجيا، وترتبط الصخور النارية ارتباطاً وثيقاً بالبراكين، الدراسة الحديثة عن الصخور الناريّة يُستخدم فيها عدداً من التقنيات، وبعضها تم تطويرها في مجالات الكيمياء والفيزياء وعلوم الأرض أو غيرها. ومن الطرق الشائعة في دراسة الصخور البركانية هي فحوصات الصخر والبلورات ودراسات النظائر.